# Poezie kabinetního stylu
Poezie kabinetního stylu či kabinetní poezie (čínsky v českém přepisu tchaj-ke tchi, pchin-jinem táigé tǐ, znaky zjednodušené 台阁体, tradiční 台閣體) byl směr čínské poezie kvetoucí v čínské říši Ming v první polovině 15. století. 

## Historie
Od počátku 15. století, za vlády císaře Jung-leho (1402–1424), se v mingské Číně stala poezie, podobně jako drama, doménou autorů z úřednických kabinetů, vzdělaných úředníků hlavního města. Současníky byla obdivována především tvorba učenců z akademie Chan-lin, a z nich zejména velkých sekretářů. Jejich básně připomínaly sungskou poezii, byly prosté, až monotónní, často repetitivní, a postrádaly lyrickou obraznost a živost tvorby předešlé básnické generace kolem Kao Čchiho. V básních kabinetního stylu jejich autoři velebili konfuciánské hodnoty a panovníka, oslavovali rozkvět státu umožněný (jejich) ctnostnou a řádnou vládou.
Současníci nejvíce vyzdvihovali poezii nejvlivnějších politiků své doby – „tří Jangů“, Jang Š’-čchiho, Jang Žunga a Jang Pchua. Z nich si největšího uznání vydobyl Jang Š’-čchi, s charakteristicky vážnou poezií a častým motivem jara, spojovaným s úspěchy vlády. Nejlepší díla „tři Jangové“ napsali po smrti císaře Jung-leho, za politického uvolnění během desetiletí panování jeho syna a vnuka Chung-siho a Süan-teho. K předním autorům kabinetní poezie patřili také Wang Č’, Ťin Jou-c’, Sie Ťin a Ceng Čchi. Nejvýznamnější básník následující generace byl patrně Jü Čchien.
S kabinetní poezií souviselo oživení žánru popisných básní fu. V nich s obdobnými výrazovými prostředky a uměleckými cíli básníci jako Li Š’-mien, Čchen Ťing-cung a Jang Žung oslavovali nádheru metropolí (především Pekingu) a velikost císařského dvora.